# Serginho (cầu thủ bóng đá, sinh năm 1990)
Sérgio Ricardo dos Santos Júnior, thường được gọi là Serginho (sinh ngày 3 tháng 12 năm 1990 tại Santos, São Paulo), là một cầu thủ bóng đá người Brasil.

## Sự nghiệp câu lạc bộ
Cầu thủ Serginho đã từng chơi cho Matsumoto Yamaga FC.